# Clara Paget

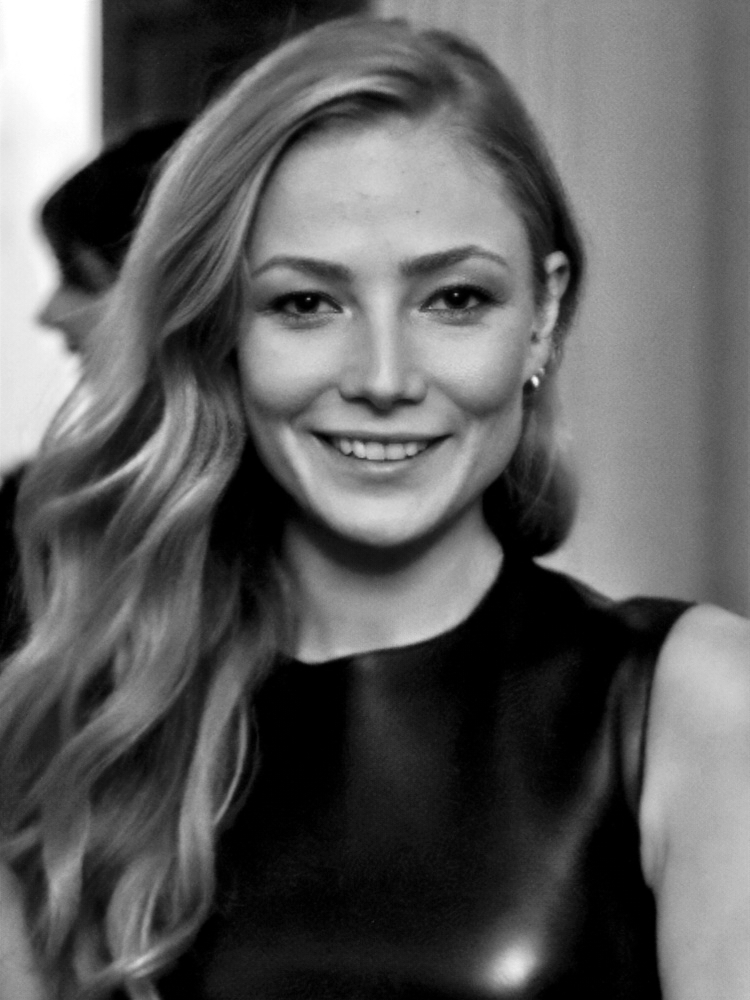
Clara Paget (2014)

Clara Elizabeth Iris Paget (* 1988 in London) ist eine britische Schauspielerin und Model.

## Leben und Karriere
Clara Paget ist die Tochter von Charles Paget, 8. Marquess of Anglesey und Georgeanne Downes.
Paget begann ihre Schauspielkarriere 2009 mit der Rolle als Bella in der Filmkomödie Die Girls von St. Trinian 2 – Auf Schatzsuche, der Fortsetzung von Die Girls von St. Trinian (2007). Es folgten Rollen in Fernsehserien wie beispielsweise Inspector Barnaby oder Little Crackers. In der Tragikomödie Zwei an einem Tag (2011) hatte sie eine Nebenrolle. Im gleichen Jahr spielte sie ebenfalls eine Nebenrolle in Johnny English – Jetzt erst recht!. In Fast & Furious 6 (2013) spielte sie die Rolle der Vegh. Von Januar 2014 bis 2017 war sie in der Starz-Piratenserie Black Sails als Anne Bonny zu sehen.

## Filmografie (Auswahl)
- 2009: Die Girls von St. Trinian 2 – Auf Schatzsuche (St. Trinian’s 2: The Legend of Fritton’s Gold)
- 2011: Inspector Barnaby (Midsomer Murders, Fernsehserie, Episode 14x01)
- 2011: Zwei an einem Tag (One Day)
- 2011: Johnny English – Jetzt erst recht! (Johnny English Reborn)
- 2011: Little Crackers (Fernsehserie, Episode 2x01)
- 2013: Fast & Furious 6
- 2014–2017: Black Sails (Fernsehserie, 35 Episoden)
- 2019: Strike Back (Fernsehserie, Episode 7x01)
- 2022: House Red